# Državna cesta D424
Die Državna cesta D424 (kroatisch für Nationalstraße D424) ist eine Nationalstraße in Kroatien.
Sie verbindet den Hafen Zadar-Gaženica südlich von Zadar mit dem Autobahnkreuz Zadar istok an der Autocesta A1 und ist als Schnellstraße mit einer Geschwindigkeitsbegrenzung von 80 km/h ausgebaut. Sie wird von der staatlichen Gesellschaft Hrvatske ceste betrieben.